# Barwell
Barwell è un paese di 6 300 abitanti della contea del Leicestershire, in Inghilterra.